# The Punisher (jogo eletrônico de 2005)
The Punisher é um jogo de tiro em terceira-pessoa desenvolvido pela Volition, Inc.e distribuído pela THQ. Ele foi lançado em 2005 para o PlayStation 2, Xbox, Microsoft Windows; um jogo de celular também foi desenvolvido pela Amplified Games. O protagonista e o personagem da Marvel Comics conhecido como Justiceiro. Após sua família ser morta pela Máfia, Frank Castle devotou sua vida a punir criminosos. Jogadores controlam o Justiceiro para perseguir e matar criminosos.
A história do jogo é uma mistura do filme de 2004 e dos volumes 4 (2000)  e 5 (2001) dos quadrinhos. O ator Thomas Jane reprisou seu papel como Frank Castle/Justiceiro. O jogo contem varias participações especiais de personagens da Marvel Comics, como Homem de Ferro, Nick Fury, Viúva Negra, Matt Murdock (o alter ego do Demolidor), Guerrilheiro, O Rei do Crime e o  Mercenário. Também estão presentes vários personagens do arco Welcome Back, Frank como os detetives Martin Soap e Molly Van Richtofen, os vizinhos do Justiceiro Joan e Spacker Dave, Ma Gnucci e o Russo.

## História
O jogo começa com o Justiceiro matando lacaios da Yakuza. Depois que ele sai do prédio, ele é preso por policiais e depois transferido para a Ilha Ryker e interrogado pelos detetives Molly Van Richtofen e Martin Soap. Ele então se lembra dos eventos que levaram à sua captura.
O Justiceiro fica na rua em frente a um Crackhouse. Ele invade a casa de crack e mata seu dono (apelidado de dano), deixando-o de várias histórias acima do solo. Depois de quase ser atropelado por um carro ao sair, o Justiceiro rastreia o veículo até uma loja de chop. Depois de matar todos os criminosos de lá, ele descobre que ele pertence à família da máfia Gnucci (liderada por Ma Gnucci) porque Carlo Duka (o proprietário individual da loja) é um tenente da Gnucci. O Justiceiro mata Duka, deixando-o em um compactador de carros, onde Duka é posteriormente esmagado. Em uma missão subseqüente, o Justiceiro mata Bobby Gnucci (um dos filhos de Ma Gnucci) no Lucky's Bar, atirando nele várias vezes.
Ma Gnucci contrata Bushwacker para capturar Joan, uma vizinha do Justiceiro. O Justiceiro a segue até o Zoológico do Central Park, onde ele a resgata. A próxima missão ocorre na Casa Funerária de Grey, no funeral da multidão de Bobby Gnucci. O Justiceiro mata Eddie Gnucci (o outro filho Gnucci) jogando Eddie por uma janela e Eddie é empalado em um espigão de portão. O Justiceiro viaja para a propriedade Gnucci para matar Bushwacker e Ma Gnucci. Depois de lutar contra os homens restantes de Ma, Punisher luta contra Bushwacker, que ele derrota em um tiroteio. Para finalizar Bushwacker, Punisher arranca o braço da arma e atira no peito dele, seguido por Punisher largando Bushwacker várias histórias acima do solo. Castle então joga Ma pela janela do último andar de sua mansão.
Durante o ataque do Justiceiro na residência Gnucci, ele descobre que os Gnuccis estão recebendo dinheiro de drogas de mercenários russos na orla de Nova York. Nas docas, ele ouve que o general Kreigkopf planeja contrabandear armas nucleares para a cidade de Nova York. Depois de atacar homens em um navio de carga supostamente carregando a arma (não estava a bordo) e ser agredido em seu apartamento por um homem enorme chamado russo, o Justiceiro ataca Grand Nixon Island, sua próxima pista na localização da arma. Na ilha, o Justiceiro conhece Nick Fury, que o ajuda a derrotar Kreigkopf e os russos, além de impedir o lançamento do dispositivo nuclear. Ambos escapam antes que o míssil detone, destruindo Grand Nixon Island.
Voltando para casa, o Justiceiro descobre que o Rei do Crime estava assumindo as antigas raquetes Gnucci. Ele invade a sede das Indústrias Fisk do Kingpin, onde luta e derrota Bullseye jogando-o pela janela do último andar do arranha-céu. O Rei do Crime diz ao Justiceiro que seu verdadeiro inimigo é o Yakuza japonês. O Justiceiro descobre que esse grupo de Yakuza é chamado de Sol Eterno, e eles estão tentando controlar as operações criminais russas e Gnucci restantes.
O Justiceiro, em seguida, visita Stark Towers, uma instalação de propriedade de Tony Stark (Homem de Ferro) e depois de saber que o Eterno Sol está tentando roubar algumas armas e armaduras de alta tecnologia. O Justiceiro decide assaltar o edifício Takagi, a casa do líder do Eterno Sol, Takagi. Ele descobre que Jigsaw se infiltrou na gangue e está conquistando seguidores. Enquanto Jigsaw está sendo preso na Ilha Ryker, o Sol Eterno já está planejando prendê-lo. Depois de escapar do prédio Takagi, o Justiceiro se deixa capturar por Det. Martin Soap, que tem fornecido informações ao Justiceiro, e levado para a Ilha Rykers, para enfrentar o Jigsaw lá, quando os flashbacks alcançam a história, e o restante do jogo acontece no presente.
Durante o interrogatório, a prisão entra em erupção. O Justiceiro escapa de sua cela e começa a abrir caminho pelo mar de reclusos. Ele consegue chegar aos telhados, enfrentando Jigsaw. Por fim, derrotando-o, apesar da armadura roubada do Homem de Ferro que Jigsaw estava usando. Quando o Justiceiro sai de helicóptero, ele joga Jigsaw fora, matando-o.
Na cena pós-créditos, o Rei do Crime está planejando sua vingança contra o Justiceiro pelo constrangimento que causou a ele quando um médico está carregando Bullseye em uma maca.